# Idioma mbangala
El mbangala (o Bangala, Cimbangala) es una lengua bantú del grupo H que hablan los mbangales, que viven en el centro-norte de Angola. Hay entre 400.000 y 448.000 personas que hablan el mbangale. 2 Su código ISO 639-3 es mxg, su código en el glottolog es mban1264 y su código Guthrie es H.34.
Los mbangales viven en el este de Luanda, en la provincia de Malanje. En la zona comprendida entre Marimba, Kela, Kambundi Katembu y Kahombo.

## División
El ethnologue considera que el mbangala es una lengua del grupo H de las lenguas bantúes. Concretamente, la sitúa como una lengua yaka, junto con el lonzo, el ngongo, el pelende, el yaka, el suku y el sondo. En el glottolog, sin embargo, es considerada como una lengua mbala-holu-sondi (K.10), de las lenguas bantúes centro-occidentales junto con el holu, el kwese, el pende, el mbala y el sondo.

## Dialectos
El mbangala tiene el dialecto Yongo, que, según el ethnologue es parecido al kimbundu , aunque no es igual.

## Estado
El mbangala es una lengua desarrollada (EGIDS 5). Goza de un uso vigoroso, tiene literatura y está estandarizada. Hay partes de la Biblia traducidas y se escribe en alfabeto latino.